# Zhou Suying
Zhou Suying (chiń. 周素英; pinyin Zhōu Sùyīng; ur. 8 grudnia 1960) – chińska kolarka torowa, brązowa medalistka mistrzostw świata.

## Kariera
Największy sukces w karierze Zhou Suying osiągnęła w 1984 roku, kiedy zdobyła brązowy medal w sprincie indywidualnym na mistrzostwach świata w Barcelonie. W wyścigu tym uległa jedynie Amerykance Connie Paraskevin i reprezentantce ZSRR Erice Salumäe. Została tym samym pierwszą w historii reprezentantką swego kraju, która wywalczyła medal na torowych mistrzostwach świata. W tej samej konkurencji Chinka wystartowała na rozgrywanych w 1988 roku igrzyskach olimpijskich w Seulu, gdzie rywalizację ukończyła na szóstej pozycji.